# John Antoine Nau
John Antoine Nau (19. listopadu 1860 San Francisco – 17. března 1918 Tréboul, Bretaň), vlastním jménem Eugène Léon Édouard Torquet, byl francouzský básník a spisovatel, který se nejvíce proslavil románem Force ennemie (Nepřátelská síla); ten byl prvním dílem, které v roce 1903 získalo Goncourtovu cenu.

## Život
Narodil se v roce 1860 v San Franciscu a byl tedy americkým občanem. Jeho otec, inženýr a obchodník, emigroval z Francie do Kalifornie kolem roku 1845 a stal se naturalizovaným občanem. Zemřel v roce 1864 na tyfus a zanechal po sobě vdovu a tři děti. Ti se v roce 1866 vrátili do Francie, nejprve do Le Havru a poté do Paříže. V roce 1881 ve věku 21 let Nau nastoupil jako druhý důstojník na trojstěžník plavící se na Haiti a do Západní Indie, později jako obchodník cestoval do Kolumbie, do Venezuely a do New Yorku.
Do Francie se vrátil v roce 1883 a v roce 1885 se oženil. Původně se chtěl se svou ženou vystěhovat na Martinik, ale z rodinných důvodů zůstali ve Francii, kde pak žili na různých místech.
V roce 1897 vydal vlastním nákladem svou první knihu básní Au seuil de l'espoir (Na prahu naděje). Opět se toulal po světě: pobýval na Mallorce, pak na Kanárských ostrovech; na Tenerife začal psát svůj první román Force ennemie, který dokončil v Andalusii a v roce 1903 jej vydal, opět vlastním nákladem. Byl to komerční neúspěch – román nebyl ani recenzován, protože jej autor neposlal kritikům.
V letech 1903 až 1906 se Nau usadil v Saint Tropez, pak přesídlil do Alžíru, potom celých sedm let žil na Korsice. Válka způsobila, že se v letech 1916 až 1917 vrátil do Paříže, poté se přestěhoval do Tréboulu v Bretani, kde ve věku 57 let v roce 1918 zemřel.
Nau byl ve své tvorbě ovlivněn Gustavem Flaubertem. Přátelil se také s básníky jako byli Guillaume Apollinaire nebo Jean Royère (1871–1956). Mimo jiné přeložil do francouzštiny Dostojevského Deník spisovatele. Některá z jeho děl byla vydána až posmrtně.

## Goncourtova cena
Francouzský spisovatel Edmond de Goncourt (1822–1896) ve své závěti ustanovil zřízení desetičlenné akademie, která měla každoročně vybrat nejlepší prozaické dílo psané ve francouzštině. V roce 1903 se tak poprvé v Paříži sešla skupina spisovatelů: Joris-Karl Huysmans, Octave Mirbeau, Léon Daudet, bratři J.-H. Rosny (pseudonym, pod kterým publikovali Séraphin Boëx a Joseph Boëx), Paul Marguerite, Lucien Desclaves, Élémir Bourges, Léon Hennique a Gustave Geffroy, a ta udělila první Goncourtovu cenu románu Force ennemie – přestože jeho autor byl téměř neznámý, až na několik exotických příběhů publikovaných v La Revue Blanche. V té době Nau žil v Saint Tropez a ani se nevrátil do Paříže, aby si vyzvedl odměnu.
Román Force ennemie vypráví příběh Phillipe Veulyho, básníka, který se probudí v psychiatrické léčebně. Neví, jak se tam dostal, ani proč, ale myslí si, že slyší hlasy mimozemšťana. V léčebně se zamiluje do spolupacientky, a když ta léčebnu opustí, podaří se mu utéci a cestuje pak po světě, aby ji našel.
Kniha má satirické prvky a také prvky černého humoru; bývá považována za ranou sci-fi a Joris-Karl Huysmans, prezident Goncourtovy akademie, ji označil za mistrovské dílo.

## Publikace (výběr)
- 1897: Au seuil de l'espoir (Na prahu naděje) – kniha poezie
- 1903: Force ennemie (Nepřátelská síla) – román
- 1904: Journal d'un écrivain (Deník spisovatele) – překlad knihy Fjodora Dostojevského
- 1904: Hiers Bleus (Modré včerejšky) – poezie
- 1905: Le Prêteur d'amour (Věřitel lásky) – román
- 1906: La Gennia (Gennia) – román
- 1908: Vers la fée Viviane (K víle Vivian) – poezie
- 1912: Cristobal le Poète (Christobal básník) – román
- 1914: En suivant les goélands (Následovat racky) – poezie

### Posmrtně vydané publikace
- 1921: Thérèse Donati, moeurs corses (Therese Donati, korsické zvyky) – román
- 1923: Les Galanteries d'Anthime Budin (Galantérie Anthime Budina) – román
- 1923: Les Trois Amours de Benigno Reyes (Tři lásky Benigna Reyese) – povídky
- 1924: Poèmes triviaux et mystiques (Básně světské i mystické) – poezie
- 1929: Archipel caraïbe (Karibské souostroví) – povídky
- 1933 Lettres exotiques (Exotické dopisy) – výběr z korespondence
- 1949: Lettres écrites de Corse et de Bretagne (Dopisy psané z Korsiky a Bretaně) – výběr z korespondence
- 1972: Poésies antilaises (Antilské básně) – poezie